# Gola Odana Meyumuluke
Cet article court présente un sujet plus développé dans : Misraq Hararghe.
Gola Odana Meyumuluke est un ancien woreda de la région Oromia, en Éthiopie, situé dans la zone Misraq Hararghe. 
Il est remplacé par les woredas Gola Oda (en) et Meyumuluke (en).